# Anicet Le Pors
Anicet Le Pors, né le 28 avril 1931 dans le 13e arrondissement de Paris, est un homme politique et conseiller d'État français.
Ingénieur de la Météorologie nationale et économiste de formation, Anicet Le Pors est docteur d'État en sciences économiques et diplômé du Centre d’étude des programmes économiques.
Il est l'un des quatre ministres communistes des deuxième et troisième gouvernements de Pierre Mauroy de 1981 à 1984. Détenteur du portefeuille de la Fonction publique et des Réformes administratives, il engage une réforme comprenant un nouveau statut des fonctionnaires, tendant à unifier les trois fonctions publiques (d'État, territoriale et hospitalière) et privilégiant l'accès aux emplois publics par la voie du concours. Il est conseiller d’État honoraire.

## Biographie

### Carrière professionnelle
Ancien élève de l'École nationale de la météorologie, promotion 1950, sa vie professionnelle débute en 1953 : ingénieur à la Météorologie nationale à Marrakech, puis à Casablanca, de 1957 à 1965, il effectue l’essentiel de sa carrière au service central de la Météorologie, quai Branly à Paris.
En 1953, il adhère à la CFTC, puis en 1955 prend sa carte à la CGT. En 1960, il représente l'Organisation météorologique mondiale (OMM) à Léopoldville (ex-Congo belge).
De 1965 à 1977, il est chargé de mission à la direction de la prévision du ministère de l’Économie et des Finances, chef du bureau de l’Industrie et en 1975 et 1976, chef de la mission interministérielle Immigration et développement économique et social (La Documentation française). En 1976 et 1977, il est chargé de cours à l’Université de Paris XIII, puis de 1978 à 1980, chargé de cours à l’École supérieure des sciences économiques et commerciales (ESSEC).
En 1985, il est nommé Conseiller d’État, membre de la section du contentieux et de la section des travaux publics. Il le reste jusqu'en 2000.

### Carrière politique
De 1953 à 1954, il est membre de Jeune République avant d’adhérer en 1958 au Parti communiste français (PCF) au lendemain du référendum du 28 septembre 1958. Pendant son séjour au Maroc, il milite au sein du mouvement Conscience française favorable à l'indépendance.
Élu au comité central du PCF en 1979, il en démissionne en 1993 et quitte le PCF en 1994. Il participe en 1990 au mouvement « Refondation » tendant à la transformation du Parti communiste français. Il se présente aux élections européennes de 1994 sur la liste « L'autre politique ». Cette liste conduite par Jean-Pierre Chevènement, Gisèle Halimi et Anicet Le Pors, se réclame de l'opposition de gauche au traité de Maastricht. Elle obtient 2,54 % (494 986 voix).

### Mandats politiques
En 1977, il est élu sénateur des Hauts-de-Seine (Groupe Communiste). Membre de la commission des finances, du contrôle budgétaire et des comptes économiques de la Nation, il prend part activement au travail de la commission d'enquête sur le naufrage de l’Amoco Cadiz en 1978.
Le 23 juin 1981, il est nommé ministre de la Fonction publique et des Réformes administratives, délégué auprès du Premier ministre. Il quitte le gouvernement le 17 juillet 1984. En 1985, il est élu conseiller général des Hauts-de-Seine, élu dans le canton de Nanterre-Sud-Est. Réélu en 1992, il ne se représente pas en 1998.

### Fonctions gouvernementales
Anicet Le Pors est Ministre délégué auprès du Premier ministre, chargé de la Fonction publique et des Réformes administratives du gouvernement Pierre Mauroy II (du 23 juin 1981 au 22 mars 1983), puis Secrétaire d’État auprès du Premier ministre, chargé de la Fonction publique et des Réformes administratives du gouvernement Pierre Mauroy III (du 23 mars 1983 au 17 juillet 1984).
Engagé dans la protection juridique contre les discriminations des personnes LGBT, il donne en 1983 son nom à la loi portant droits et obligations des fonctionnaires supprime les notions de « bonne moralité » et de « bonnes mœurs » du statut général des fonctionnaires.

### Autres fonctions officielles et missions
De 2000 à 2013, il est président de section à la Cour nationale du droit d'asile, anciennement Commission des recours des réfugiés, où selon l'hebdomadaire Télérama il est « surnommé «Annulator» car il annule fréquemment les refus de l'OFPRA ».

### Travaux actuels
Depuis plusieurs années, Anicet Le Pors mène des réflexions sur les questions du service public et la Fonction publique, des collectivités locales,, institutionnelles, la laïcité et sur le droit d’asile.
En 2017, Il annonce qu'il votera blanc au second tour de l'élection présidentielle de 2017 estimant qu'Emmanuel Macron constitue : « le produit politique fabriqué par les efforts combinés de l’oligarchie financière, du MEDEF, des gouvernements Hollande, de la technostructure administrative, des opportunistes de tous bords, de la totalité des médias ».

### Activités associatives
Anicet Le Pors est adhérent de nombreuses associations très variées. C’est ce qu’il dénomme son « génome de citoyenneté ».
Il est pendant de longues années membre de l'Institut français des sciences administratives association reconnue d'utilité publique dont l'objectif est de promouvoir les sciences administratives en France et le modèle français de droit administratif à l'étranger.
De 1990 à 1995, il est vice-président de l'association française des juristes démocrates.
Il est membre du conseil d’administration de l’Association des membres du Conseil d'État de 2002 à 2011.
De 2011 à 2013, il est président de l’Association française des juges de l’asile (AFJA),.
Il est également membre du Comité scientifique du Service social d’aide aux émigrants (SSAÉ), du Comité de soutien de l’Association Primo Levi, de Handicap International, du Secours populaire français et de l’Institut International des Droits de l'Homme.
Par ailleurs, il est membre de l’association des amis de la Commune de Paris (1871), de l’Association des amis de l’Institut François-Mitterrand, de l’Institut du Tout-Monde et de ATTAC.
Il est Président d’honneur de l’Union des sociétés bretonnes de l’Ile de France (USBIF) et membre de la présidence d’honneur de l’Association républicaine des anciens combattants (ARAC).
Enfin, il est membre de l’Association des anciens de la météorologie, du Cercle généalogique du Finistère et de la Société des amis du Louvre.

## Distinctions
- Commandeur de la Légion d'honneur[32]
- Officier de l'ordre national du Mérite
- Grand Cordon d'argent de la République d'Autriche.

## Ouvrages et publications

### Publications d’Anicet Le Pors
- Nationalisations démocratiques et réformes de structures, sous le pseudonyme d’Alexis Cousin, Hors série d’Économie et politique, 1968.
- Les Transferts État-industrie en France et dans les pays occidentaux, La Documentation française, 1976.
- Immigration et développement économique et social (Rapport officiel de la mission interministérielle de rationalisation des choix budgétaires concernant l’immigration), La Documentation française, 1976.
- Les Béquilles du capital, Éditions du Seuil, 1977  (ISBN 2-02-004707-1).
- Marianne à l’encan, stratégie du déclin et autogestion nationale, Éditions sociales, 1980  (ISBN 2-209-05384-6).
- Contradictions (entretien avec Jean-Marie Colombani), Éditions Messidor, 1984  (ISBN 2-209-05643-8).
- L’État efficace, Éditions Robert Laffont, Collection « Franc-Parler », 1985  (ISBN 2-221-04621-8).
- Pendant la mue le serpent est aveugle, chronique d’une différence, Éditions Albin Michel, 1993  (ISBN 2-226-06735-3).
- Le Nouvel Âge de la citoyenneté, Éditions de l'Atelier, 1997  (ISBN 2-7082-3264-9). La seconde partie de ce livre comprend des contributions de Laurent Fabius, Robert Hue et Philippe Séguin.
- Éloge de l'échec, Le Temps des Cerises, 2001  (ISBN 2-84109-285-2).
- Service Public, Fonction et Justice Administrative, Éditions A.C.I., collection H.A.U.T, 2007. Cette brochure publie l’intervention d’Anicet Le Pors lors d’un séminaire sur la fonction publique et la justice administrative à Vientiane, Laos du 31 juillet au 2 août 2006. Elle est préfacée par le ministre de la justice du Laos et par l’ambassadeur de France. La particularité de ce livre est que l’intervention d’Anicet Le Pors est traduite en Lao.
- Juge de l'asile, Michel Houdiard Editeur, collection Le sens du droit, 2010  (ISBN 978-2-35692-023-2)[33].

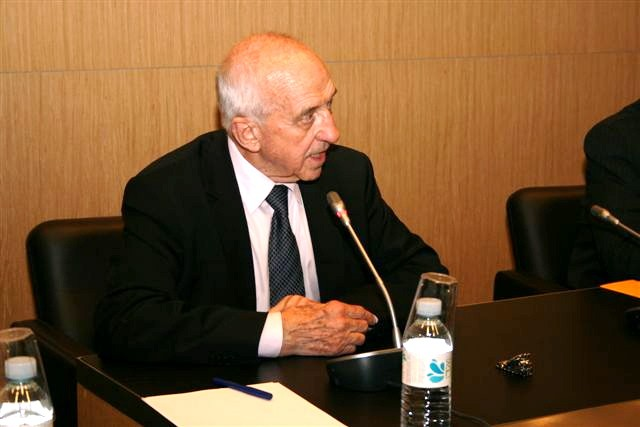
Présentation Les Racines et les Rêves à l’Assemblée nationale en mai 2010.

- Les Racines et les Rêves (entretien avec Jean-François Bège), Éditions Le Télégramme, 2010  (ISBN 978-2-84833-242-0)[34],[35],[36].
- La Citoyenneté, PUF, coll. « Que sais-je ? », 2011 (4e éd.)  (ISBN 978-2-13-058534-3).
- Le Droit d'asile, PUF, coll. « Que sais-je ? », 2011 (4e éd.)  (ISBN 978-2-13-059011-8).
- Regards sur la Vie de François Le Pors & de Gabrielle Croguennec, juin 2011, Édition privée hors commerce[37]

Dans ce livre, qui répond à un souci de mémoire, Anicet Le Pors raconte la vie de ses parents, François Le Pors et Gabrielle Croguennec.
- Moments d'histoire de la Fonction publique, septembre 2016, Édition privée hors commerce[38]

Pour marquer l'anniversaire du 70e anniversaire du statut général des fonctionnaires, Anicet Le Pors s'interroge sur les pratiques et les mentalités de 2016 et trace des perspectives pour le futur de la Fonction publique.
- La Trace, Éditions La Dispute septembre 2020.

### Publications avec la collaboration ou une contribution d'Anicet Le Pors
- Les Entreprises publiques (en collaboration, sous la direction de Henri Sègre), Éditions sociales, 1975  (ISBN 2-209-05162-2).
- Changer l’économie, trois clefs et un calendrier (en collaboration), Éditions sociales, 1977  (ISBN 2-209-05267-X)

Entretiens de Louisette Blanquart, journaliste à L'Humanité avec Anicet Le Pors, Paul Boccara, Claude Quin et Philippe Herzog. L’entretien d’Anicet Le Pors est intitulé « Une gestion démocratique et des nationalisations ».
- L’Appropriation sociale (en collaboration), Éditions Syllepse et Fondation Copernic, 2002  (ISBN 2-913165-84-2).
- Quelle VIe République, (contribution) Le Temps des cerises, 2007  (ISBN 2-84109-161-9). Contribution d’Anicet Le Pors à côté de celles de François Hollande (PS) ; Nicole Borvo (PCF) ; Jean-Luc Mélenchon (PS - PRS) ; Christian Picquet (LCR); Arlette Laguiller (LO); José Bové (La Charte antilibérale), Georges Séguy (militant syndical), Roland Weyl (avocat) et Roger Bordier (écrivain).
- Les Lois Auroux, 25 ans après (1982-2007) : où en est la démocratie participative ?, Presses universitaires de Rennes[39], 2008.  (ISBN 978-2-7535-0581-0). Sous la direction de Jacques Le Goff en collaboration avec Anicet Le Pors et Jean Auroux.
- La Déontologie des cadres publics pour un service public responsable, ouvrage collectif sous la direction de Jacky Simon, août 2012, Collection « Profession cadre service public »  (ISBN 978-2-240-03327-7). Ce recueil publie la contribution d'Anicet Le Pors intitulée La déontologie des fonctionnaires : le plein exercice de leur citoyenneté[40],[41].
- L'Aviation civile, une administration dans Paris 1919-2009 sous la direction de Pierre Lauroua. 2012, Mission mémoire de l'aviation civile (hors commerce). Ce livre contient deux contributions d'Anicet Le Pors Un météo au tournant des années 1950-1960 et La question du statut.
- La Fonction publique du XXIe siècle, coécrit avec Gérard Aschieri, janvier 2015, Éditions de l'Atelier  (ISBN 978-2-7082-4298-2). Après un rappel historique et juridique, Anicet Le Pors et Gérard Aschieri proposent leur vision de la fonction publique française pour le XXIe siècle[42],[43],[44],[45]

### Publications préfacées par Anicet Le Pors
- 72 jours qui changèrent la cité – La Commune de Paris dans l’histoire des services publics de René Bidouze, Le Temps des cerises, 2001  (ISBN 2-84109-267-4).
- C’était un temps déraisonnable de Jean Fabre, Le Temps des cerises, 2006  (ISBN 2-84109-632-7).
- Fonctionnaire, quelle idée !, Éditions Syllepse, collection Nouveaux Regards, 2009  (ISBN 978-2-84950-210-5).
- Rapport sur l'état des services, Éditions des Équateurs, coll. « Documents », 2024  (ISBN 978-2-38284-707-7).

### Publication postfacée par Anicet Le Pors
- Administration portes ouvertes : la bureaucratie en question. Livre blanc sur la campagne gouvernementale de l'automne 1983, La Documentation française, 1984  (ISBN 2-11-001256-0).

### Publication sur Anicet Le Pors
Philippe Lefait, journaliste à France 2, dans son livre Quatre ministres et puis s’en vont… Éditions de l'Atelier, 1995,  (ISBN 2-7082-3105-7), revient sur l'itinéraire d'Anicet Le Pors et des 3 autres ministres communistes de 1981 à 1984 Charles Fiterman, Jack Ralite et Marcel Rigout pendant la période ministérielle et celle qui l'a suivie.